# Kanton Andrézieux-Bouthéon
 Andrézieux-Bouthéon is een kanton van het Franse departement Loire. Het kanton maakt deel uit van het arrondissement Montbrison, met uitzondering van de hoofdplaats Andrézieux-Bouthéon,  die sinds 2017 tot het arrondissement Saint-Étienne behoort.
Het kanton Andrézieux-Bouthéon werd gevormd ingevolge het decreet van 26 februari 2014 met uitwerking op 22 maart 2015.

## Gemeenten
Het kanton omvat volgende gemeenten:
- Andrézieux-Bouthéon
- Aveizieux
- Bellegarde-en-Forez
- Boisset-lès-Montrond
- Chambœuf
- Craintilleux
- Cuzieu
- Montrond-les-Bains
- Rivas
- Saint-André-le-Puy
- Saint-Bonnet-les-Oules
- Saint-Galmier
- Unias
- Veauche
- Veauchette